# Caldukia albolineata
Caldukia albolineata is een slakkensoort uit de familie van de Proctonotidae. De wetenschappelijke naam van de soort is voor het eerst geldig gepubliceerd in 1969 door M.C. Miller.